# Décimo Terencio Genciano
Décimo Terencio Genciano (en latín: Decimus Terentius Gentianus, 87/88-¿136?) fue un senador romano, que desarrolló su carrera política a finales del siglo I y principios del II, bajo los imperios de Domiciano, Nerva, Trajano y Adriano. Fue designado cónsul sufecto para el nundinium de julio a septiembre de 116 con Lucio Cosonio Galo como colega

## Orígenes y familia
Genciano era originario de la Galia Narbonense, posiblemente hijo del Décimo Terencio Escauriano, uno de los generales de Trajano, y su nacimiento ocurrió en el año 87/88. En el siglo XIV, las primeras seis líneas de un poema fueron encontradas en una inscripción en una de las pirámides de Giza ; el poema estaba dirigido a "un hermano muy dulce " llamado "Terencio Genciano" , lo que puede ser una prueba de que su hermana visitó Egipto; Hermann Dessau , entre otros, identifica a los dos como la misma persona.

## Carrera política
La carrera de Genciano se conoce de forma fragmentaria a través de una inscripción recuperada en Ulpia Traiana Sarmizegetusa, cuyo desarrollo es el siguiente:

[D(ecimo) Te]rentio

Gentiano

trib(uno) militum

qu[a]estori trib(uno) pl(ebis) pr(aetori) 4

leg(ato) Aug(usti) consuli ponti[f(ici)] 

cens(ori) provinc(iae) Mace[d(oniae)]

colonia Ulpia Tra[ian(a)]

Aug(usta) Dac(ica) Sarmizege[tusa]

patrono 8

La información se completa a través de una inscripción honoraria en griego procedente de Herclea Síntica (Bulgaria).
Gracias a estas dos inscripciones podemos afirmar que comenzó su carrera como quatorvir viarum curandarun, dentro del vigintivirato, encargado de velar por el mantenimiento de las calles de la ciudad de Roma hacia los años 103/104; inmediatamente después, dentro del contesto de las guerras dácicas de Trajano, fue enviado como tribuno laticlavio a la Legio XI Claudia pia fidelis en su campamento de Durostorum (Bulgaria) en Mesia Inferior durante los años 104/105. La situación de hostilidades abiertas contra el reino de Dacia de Decébalo hicieron que fuera nombrado nuevamente tribuno laticlavio, esta vez de la Legio VIII Augusta en el año 105, transferida desde su base de Argentorate (Estrasburgo, Francia) al limes del Danubio, y que en 105/106, para participar en las operaciones de segunda guerra dácica de Trajano, fuese transferido con el mismo rango a la Legio I Minervia, que había sido trasladada al Danubio desde su base de Bonna (Bonn, Alemania) en Germania Superior. Su valor y pericia militar durante las operaciones le valieron recibir varios dona militaria de Trajano.
Como había conseguido llamar la atención de Trajano, su carrera regular en Roma comenzó en 107 como quaestor Augusti, asignado directamente al emperador para relacionarse con el Senado y que Trajano lo mandase a la provincia África para supervisar un reclutamiento de tropas en 107/108. En 109/110, de vuelta a Roma, fue nombrado Tribuno de la plebe y en 111/112, también en la Urbe, pretor. Ya con el rango pretorio, fue nombrado legado de la Legio II Traina fortis, desplazada a la provincia de Siria para participar en la guerra pártica de Trajano, puesto que ocupó en 114-115 y al año siguiente, en 115-116, fue transferido con el mismo rango a la Legio II Adiutrix, desplazada hasta allí desde Panonia Inferior. Como premio a sus servicios, Trajano lo nombró cónsul sufecto entre los meses de julio y septiembre de 116,  puesto que desempeñó in absentia, y también lo nombró miembro del prestigioso colegio de los pontífices, a cuyo frente estaba el propio emperador.
De vuelta en Roma, fue nombrado curator operum publicorum, encargado de velar por el mantenimiento de las numerosas obras públicas de la ciudad, entre los años 116/117. Por último, Trajano o Adriano lo nombraron legado de la provincia Macedonia, normalmente senatorial, pero que, por efecto de las guerras de Trajano, había pasado temporalmente al emperador, encargándose en ella de realizar un censo, cargo que desempeñó hasta 121/122.
Terminada su carrera, según la Historia Augusta, durante el reinado de Adriano , Genciano se convirtió en un senador muy estimado por sus colegas. A pesar de ello o por ello, hacia el final de su reinado, el emperador, que llegó a considerar su nombre para la sucesión, dejó de apreciar su compañía y el autor de la obra afirma enfáticamente que Genciano fue uno de los muchos condenados a muerte "ya sea abiertamente o mediante subterfugios" por el emperador.

## Descendencia
Los hermanos Terencia Flávula y Terencio Genciano, flamen dialis y pretor hacia 209-215, eran sus nietos o biznietos.  